# Szata roślinna
Szata roślinna – określenie oznaczające roślinność (czyli ogół zbiorowisk roślinnych) oraz florę (czyli ogół gatunków roślin) jakiegoś obszaru lub okresu geologicznego. Może być rozumiana ogólnie jako „pokrywa roślinna” lub „zieleń”. 
Określenie szata roślinna jest bardziej jednoznaczne niż angielskie określenie vegetation, które jest stosowane albo do samej roślinności, albo do szaty roślinnej.